# Жука (футболіст, 1979)
Жуліано Роберто Антонелло (порт. Juliano Roberto Antonello, нар. 19 листопада 1979, Пассо-Фундо), відомий як Жука (порт. Juca) — бразильський футболіст, що грав на позиції опорного півзахисника.

## Ігрова кар'єра
У дорослому футболі дебютував 1997 року виступами за команду «Інтернасьйонал», в якій провів п'ять сезонів. 
У 2002–2007 роках встиг пограти за низку бразильських клубів, після чого уклав контракт із сербським «Партизаном». Відіграв за белградську команду два сезони як основний гравець опорної зони, допомігши їй двічі поспіль здобути перемоги у національному чемпіонаті.
Протягом 2009—2011 року грав в Іспанії за «Депортіво» (Ла-Корунья), де на рівні Ла-Ліги був гравцем ротації.
2011 року повернувся на батьківщину, де грав за «Сеару», 2013 року провів 12 ігор в ОАЕ за «Дубай», після чого завершував ігрову кар'єру у команді «Нову-Амбургу» у 2013—2014 роках.

## Титули і досягняння
- Чемпіон Сербії (2):

«Партизан»:2007/08, 2008/09